# Кройцебра
Кройцебра (нем. Kreuzebra) — община в Германии, в земле Тюрингия. 
Входит в состав района Айхсфельд. Подчиняется управлению Дингельштедт.  Население составляет 787 человек (на 31 декабря 2010 года). Занимает площадь 13,00 км².